# Shiquan
För andra betydelser, se Shiquan (olika betydelser).
Shiquan, tidigare romaniserat Shihchüan, är ett härad som lyder under Ankangs stad på prefekturnivå i Shaanxi-provinsen i norra Kina.

## Källa
1. ↑  ”worldpostmarks.net”. Arkiverad från originalet den 2 januari 2015. https://web.archive.org/web/20150102101710/http://worldpostmarks.net/HTML%20Countries/china.htm. Läst 18 maj 2015.